# Всемирный конгресс народов Грузии
Всемирный конгресс народов Грузии (ВКНГ) — общественное объединение грузин, проживающих в Грузии и за её пределами; учрежден в марте 2009 года.

## Структура и руководство
Главный офис ВКНГ находится в Вене, Австрия. Российский филиал открыт в Санкт-Петербурге.
Президент Александр Эбралидзе — российский бизнесмен, генеральный директор ОАО «Талион».
Вице-президент Бадри Меладзе — заместитель генерального директора по безопасности в организации ГУП «Столичные аптеки» г. Москвы.
Вице-президент Владимир Хомерики — советник ректора Российской государственной академии специалистов инновационной и инвестиционной сферы.
Директор российского филиала — Александр Кинтерая.

## Деятельность
- В официальном обращении конгресса декларируется цель вывода Грузии из кризисной ситуации на путь стабильного демократического развития, создание единой, нейтральной, свободной, процветающей демократической Грузии. Выдвигается предложение о добровольной отставке Михаила Саакашвили с поста президента Грузии.[1]
- На онлайн-конференции ИА Regnum в 2009 году заявлялись планы по открытию грузинского филиала ВКНГ в Тбилиси, созданию собственной газеты, радиостанции и телеканала[2].
- В 2009 году на Международной конференции народов Грузии в Сочи президент конгресса Александр Эбралидзе заявил о своем желании вступить в борьбу за пост президента Грузии[3].